# 자크 카시니

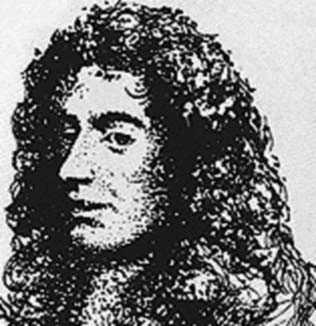
자크 카시니

자크 카시니(Jacques Cassini)는 프랑스의 천문학자이다. 천문학자 조반니 도메니코 카시니의 아들이다.
파리 천문대에서 태어났다. 17세에 프랑스 과학 아카데미의 일원이 되었고 1969년 런던의 왕립학회 펠로로 선출되었으며 1706년 maître des comptes가 되었다.